# Асими Фадига
Асимѝ Фадига̀ (на френски: Hassimi Fadiga) е френски футболист, който играе на поста офанзивен полузащитник.

## Кариера
Фадига е бивш играч на Шателро, Монморион, Байон, Льо Пюи Фут и Льо Ман.
На 17 юли 2023 г. Фадига е обявен за ново попълнение на софийския Левски. Дебютира на 30 юли при победата с 6:0 като домакин на Локомотив (София).